# Maeștrii dansului Wu Li
Maeștrii dansului Wu Li este o carte din anul 1979 de Gary Zukav, o lucrare de popularizarea științei care explorează fizica modernă, în special fenomenele cuantice. Acesteia i-a fost acordat un premiu literar național american, în anul 1980.
Deși explorează subiecte empirice din cercetarea fizicii moderne, Maeștrii dansului Wu Li a atras atenția pentru influențare prin folosirea metaforelor provenite din mișcările spirituale est-asiatice, în special tratatul despre Leul de aur al filozofului monah Fazang, din școala de budism est-asiatic Huayen, pentru a explica fenomenele cuantice și a fost privită de unii critici ca o lucrare New Age, deși cartea este axată în principal pe lucrările pionierilor fizicii vestice de-a lungul epocilor.
Fraza din titlu, Wu Li atonală provenită din pinyin este optim redată prin caracterele chinezești 物理, o traducere chineză a cuvântului „fizică” din perspectiva subiectului cărții. Aceasta reprezintă un fel de joc de cuvinte deoarece sunt numeroase alte caractere chinezești care ar putea fi redate sub forma „wu li” din limba atonală pinyin, iar fiecare dintre capitolele cărții este intitulat cu traduceri alternative ale frazei Wu Li, precum „Nonsens”, „Calea mea” și „Eu țin de ideile mele”. Zukav a participat ca jurnalist, la o serie de conferințe interdisciplinare începute în anii 1970, ale oamenilor de știință din est și din vest, care s-au desfășurat la Institutul Esalen din California, iar cu aceste ocazii a obținut materialul necesar pentru cartea sa. La aceste conferințe, s-a spus că termenul chinezesc pentru fizică este «Wu Li», sau „modele de energie organică”. Prima dintre aceste conferințe a avut loc în 1976 și a fost organizată de Institut împreună cu un grup de cercetare a domeniilor fizicii și conștiinței. Zukav, ca și alții, a conceptualizat «fizica» precum un dans al maeștrilor Wu Li – pedagogi de esență fizică. Zukav explică ulterior conceptul:
„Maestrul Wu Li dansează cu discipolul său. Maestrul Wu Li nu predă, dar discipolul învață. Maestrul Wu Li pornește mereu din centru, miezul problemei...”

## Ediții
- en  Maeștrii dansului Wu Li: Un rezumat al fizicii noi (1979). New York: William Morrow and Company, copertă cartonată: ISBN: 0-688-03402-0, copertă broșată: ISBN: 0-688-08402-8, 352 p.
  - (1984) Bantam, copertă broșată: ISBN: 0-553-26382-X, 337 p.
  - (1990) Audio Renaissance, casetă audio: ISBN: 1-55927-058-6 (parțial)
  - (2001) Harper Perennial, copertă broșată: ISBN: 0-06-095968-1, 416 p.
  - (2001) Audio Renaissance, CD: ISBN: 1-55927-643-6 (parțial)